# Маунт-Плезант Тауншип (округ Вашингтон, Пенсільванія)
Маунт-Плезант Тауншип (англ. Mount Pleasant Township) — селище (англ. township) в США, в окрузі Вестморленд штату Пенсільванія. Населення — 3290 осіб (2020).

## Демографія
Згідно з переписом 2010 року, у селищі мешкало 3515 осіб у 1399 домогосподарствах у складі 1045 родин. Було 1492 помешкання
Расовий склад населення:
| - 97,0 % — білих - 2,0 % — чорних або афроамериканців - 0,2 % — азіатів |

До двох чи більше рас належало 0,5 %. Частка іспаномовних становила 0,6 % від усіх жителів.
За віковим діапазоном населення розподілялося таким чином: 20,3 % — особи молодші 18 років, 62,5 % — особи у віці 18—64 років, 17,2 % — особи у віці 65 років та старші. Медіана віку мешканця становила 46,4 року. На 100 осіб жіночої статі у селищі припадало 105,0 чоловіків;  на 100 жінок у віці від 18 років та старших — 101,4 чоловіків також старших 18 років.
Середній дохід на одне домашнє господарство  становив 83 747 доларів США (медіана — 72 984), а середній дохід на одну сім'ю — 96 531 долар (медіана — 79 813). За межею бідності перебувало 3,8 % осіб, у тому числі 6,0 % дітей у віці до 18 років та 4,4 % осіб у віці 65 років та старших.
Цивільне працевлаштоване населення становило 1820 осіб. Основні галузі зайнятості: освіта, охорона здоров'я та соціальна допомога — 20,6 %, виробництво — 14,7 %, науковці, спеціалісти, менеджери — 13,8 %.